# Beautiful Distortion
Beautiful Distortion è un album in studio del gruppo musicale olandese The Gathering, pubblicato nel 2022.

## Tracce
1. In Colour – 5:49
2. When We Fall – 5:23
3. Grounded – 6:52
4. We Rise – 6:47
5. Black Is Magnified – 6:19
6. Weightless – 5:50
7. Pulse of Life – 6:44
8. On Delay – 4:30

## Formazione
- Silje Wergeland – voce
- Frank Boeijen – tastiera, piano
- Hugo Prinsen Geerligs – basso, chitarra, tastiera, piano, percussioni
- René Rutten – chitarra, tastiera, percussioni
- Hans Rutten – batteria, percussioni